# Průměr Země
Průměr Země je jednotka délky, používaná v astronomii na vyjádření velikosti planet a některých vzdáleností.[zdroj?] Je rovna zemskému průměru, který činí přibližně 12 742 kilometrů (střední průměr Země).

## Tvar Země
Jelikož Země není dokonalá koule, ale připomíná svým tvarem spíše elipsoid, uvádí se také její průměr rovníkový (12 756,270 km) a polární (12 713,6 km). Přesný termín pro tvar Země je geoid.
Rovníkový průměr lze odvodit ze znalosti rovníkového poloměru, tedy 6 378 km, pro což se v češtině používá mnemotechnická pomůcka: "šetři se osle" (6378 - ŠEst TŘI SEdm OSm).

## Využití průměru Země
Po zavedení jednotky jeden metr ve Francii v 18. století byl jeden metr definován pomocí zlomku obvodu Země. Vypočítáván byl jako jedna desetimiliontina poloviny délky poledníku.